# هریس (نیویورک)
هریس (به انگلیسی: Harris) یک منطقهٔ مسکونی در ایالات متحده آمریکا است که در شهرستان سولیوان، نیویورک واقع شده‌است.